# Фераси
Фераси (фр. La Ferrassie) је археолошки локалитет из доба палеолита које се налази 40 км југозападно од града Монтињак, у Дордоњи у Француској. Откривени налази припадају мустеријенској култури позног палеолита. Под стеном је било покопано 6 индивидуа неандерталаца (и два фетуса), заштићених покровом од камена. У близини је дечји скелет покривен плочом. Око налаза су отркивене животињске кости и пепео.
Најзначајније откриће на локалитету је налаз лобање одраслог мушкарца (Фераси I), која је откривена 1909. Ово је највећи и најкомплетније очуван налаз лобање неандерталца.